# Tennistoernooi van Sydney 2013
Het tennistoernooi van Sydney van 2013 werd van 6 tot en met 12 januari 2013 gespeeld op de hardcourt-buitenbanen van het Olympic Park Tennis Centre in de Australische stad Sydney. De officiële naam van het toernooi was Apia International Sydney. Het was de 121e editie van het toernooi.
Het toernooi bestond uit twee delen:
- WTA-toernooi van Sydney 2013, het toernooi voor de vrouwen
- ATP-toernooi van Sydney 2013, het toernooi voor de mannen

ATP-toernooi van Sydney – WTA-toernooi van Sydney

Toernooien sinds 1990:
1990 · 1991 · 1992 · 1993 · 1994 · 1995 · 1996 · 1997 · 1998 · 1999 · 2000 · 2001 · 2002 · 2003 · 2004 · 2005 · 2006 · 2007 · 2008 · 2009 · 2010 · 2011 · 2012 · 2013 · 2014 · 2015 · 2016 · 2017 · 2018 · 2019 · 2020 · 2021 · 2022